# Formosia eos
Formosia eos là một loài ruồi trong họ Tachinidae.